# Elegant Weapons
Elegant Weapons je americko-britská metalová superskupina, kterou tvoří  kytarista Richie Faulkner (z Judas Priest), zpěvák Ronnie Romero (z Sunstorm), bubeník Christopher Williams (z Accept) a baskytarista Davey Rimmer (z Uriah Heep).

## Historie
Skupina vznikla 25. října 2022 hlavně britským kytaristou Richie Faulknerem a chilským zpěvákem Ronnie Romerem.
Je to vedlejší hudební projekt Faulknera aby zachoval, tak bohaté dědictví tradičního power metalu vynalezeného heavymetalovými titány 70. a 80. let. Hlavní důvod byl, že Faulknerova hlavní metalová skupina Judas Priest tady nebude věčně a proto založil tento projekt jako budoucí novou vlajku heavy metalu.
24. února 2023 skupina vydala svůj první singl "Blind Leading The Blind" z debutového alba Horns for a Halo. Ve stejný den skupina odhalila nového baskytaristu Daveyho Rimmera a bubeníka Christophera Williamse.
14. dubna 2023 skupina vydala svůj druhý singl "Do or Die".
Jejich debutové album Horns for a Halo produkované Andy Sneapem vyšlo 26. května 2023 přes vydavatelství Nuclear Blast. Na albu vystupovali hostující hudebníci, americký baskytarista Rex Brown a americký bubeník Scott Travis.
Skupina měla své debutové vystoupení v pražské O2 aréně, kde byli jako předkapela groovemetalové skupině Pantera.

## Členové kapely

#### Současní
- Ronnie Romero – zpěv (2022–dosud)
- Richie Faulkner – sólová kytara (2022–dosud)
- Davey Rimmer – baskytara (2023–dosud)
- Christopher Williams – bicí (2023–dosud)

#### Hostující členové
- Rex Brown – baskytara (2022)
- Scott Travis – bicí (2022)

## Diskografie
- Horns for a Halo (2023)